# Marchienne-au-Pont
Marchienne-au-Pont (Waals: Mårciene) is een plaats in de Belgische provincie Henegouwen. De vroegere gemeente is vergroeid in de stedelijke agglomeratie van Charleroi, waarvan het een deelgemeente is. Marchienne-au-Pont ligt in het westen van Charleroi aan de Samber en het Kanaal Charleroi-Brussel. Het riviertje de Eau d'Heure mondt er uit in de Samber. Een groot stuk van het grondgebied wordt ingenomen door industriegebied.

## Geschiedenis
Aan het eind van het ancien régime werd Marchienne-au-Pont een gemeente. In 1822 werd Monceau-sur-Sambre afgesplitst als zelfstandige gemeente.
Begin oktober 1918, aan het einde van de Eerste Wereldoorlog, werd in Marchienne-au-Point het 10-jarige Belgische meisje Yvonne Vieslet door een Duitse soldaat neergeschoten. Dit omdat zij voedsel gaf aan een uitgehongerde Franse krijgsgevangene. Het meisje overleed op 12 oktober 1918 aan haar verwondingen, en werd postuum door de Franse en Belgische regering onderscheiden. Een monument herinnert aan haar.
In 1921 werd er de Centrale Monceau gebouwd waarvan de koeltoren de omgeving domineert.
Bij de gemeentelijke fusies van 1977 werd Marchienne-au-Pont een deelgemeente van Charleroi.

## Bezienswaardigheden

### Religieuze bouwwerken
- De Onze-Lieve-Vrouw-van-Genadekerk (Église Notre-Dame de Miséricorde) is een neogotisch kerkgebouw van 1901-1904. De kerk bezit enkele grafstenen uit de vroegere kerk.
- De Sint-Bernadettekerk (Église Sainte-Bernadette) is een art-deco kerkgebouw van 1935-1936, voor de wijk Matadi.
- De Sint-Pieterskerk (Église Saint-Pierre) is een neoromaans kerkgebouw voor de wijk La Docherie. Hij werd gebouwd van 1868-1871 maar, vanwege de instabiele bodem en te verwachten mijnschade, kwam de toren pas in 1893 gereed.
- De Onze-Lieve-Vrouw-van-Smartenkerk (Église Notre-Dame-des-Sept-Douleurs) is een kerkgebouw in art-decostijl van 1935-1936 was de tweede kerk voor de wijk La Docherie. Later werd het een orthodox kerkgebouw voor de Parochie van de Heilige Martelaren Johannes de Valaach en de Heilige Martelaar Romanus.
- De Protestantse kerk (Temple protestant) is een eclectisch kerkgebouw van 1897.
- De Arrahma-moskee.

### Seculiere bouwwerken
- Het Château Bilquin-de Cartier van 1635 was de zetel van de heerlijheid. Het kasteel heeft herhaaldelijk in vervallen staat verkeerd maar werd in de jaren '90 van de 20e eeuw geheel gerenoveerd.

## Natuur en landschap
Marchienne-au-Pont ligt aan de Sambre. Vanuit het zuiden komt l'Eau d'Heure. Noordelijk ligt het Kanaal Charleroi-Brussel dat uitmondt in de Sambre. Er zijn drie mijnterrils. Het gebied is sterk verstedelijkt. De hoogte aan de hoofdkerk bedraagt 112 meter.

## Economie
De steenkoolwinning speelde een belangrijke rol. Tal van schachten werden gedolven. In 1980 stopten alle activiteiten.
Er waren diverse smederijen, walserijen en gieterijen en ook was er een hoogovenbedrijf. Dan waren er glasfabrieken en een spiegelfabriek.Van 1953-1997 was er een elektriciteitscentrale.

## Demografische ontwikkeling
- Bronnen:NIS, Opm:1831 tot en met 1970=volkstellingen, 1976= inwoneraantal op 31 december

## Geboren
- André Souris (1899 - 1970), component, dirigent, musicoloog en muziekpedagoog
- Jean-Baptiste Cornez (1902 - 1955), politicus

## Foto's

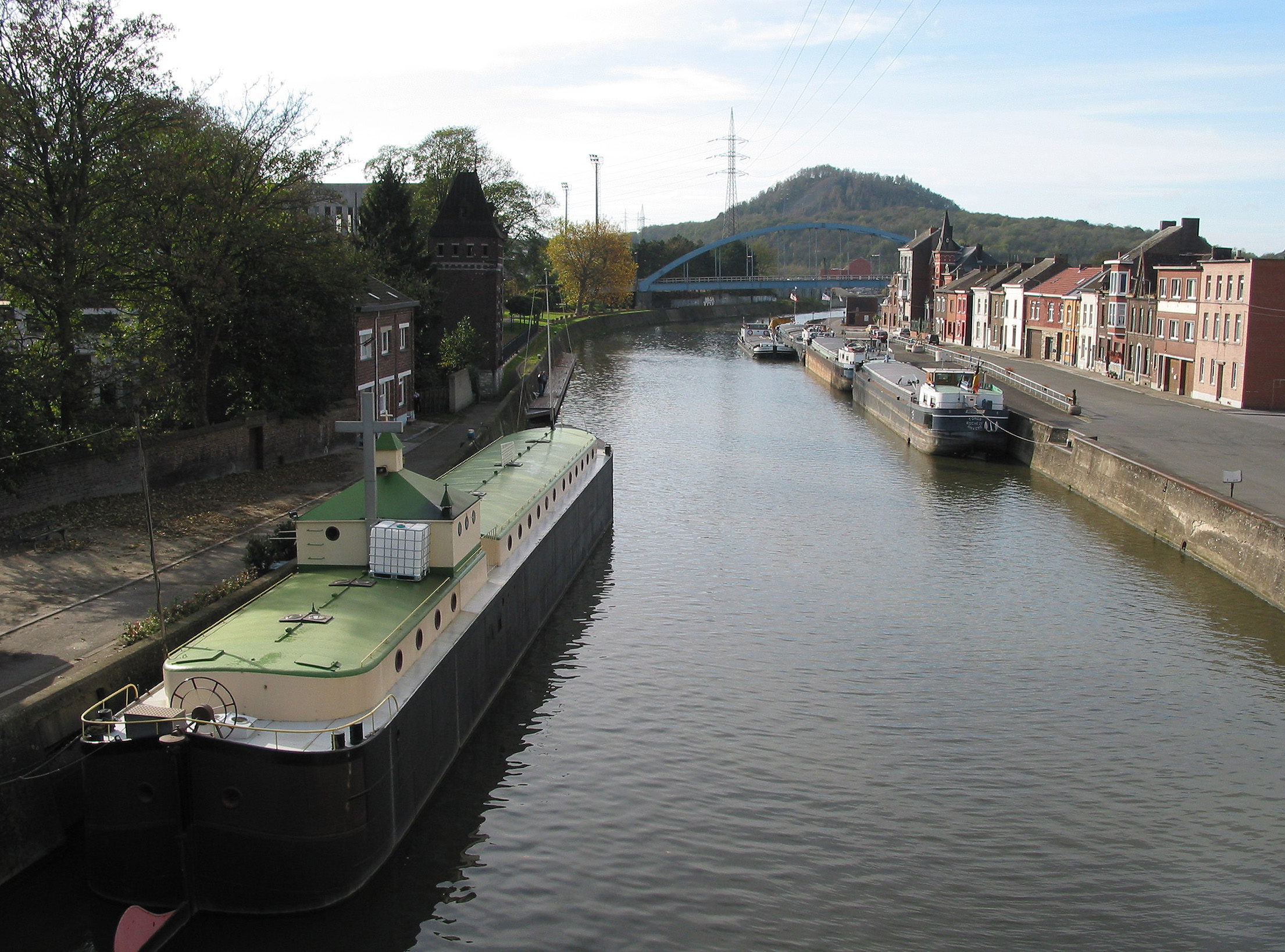
Marchienne-au-Pont, de Samber en de kapelboot
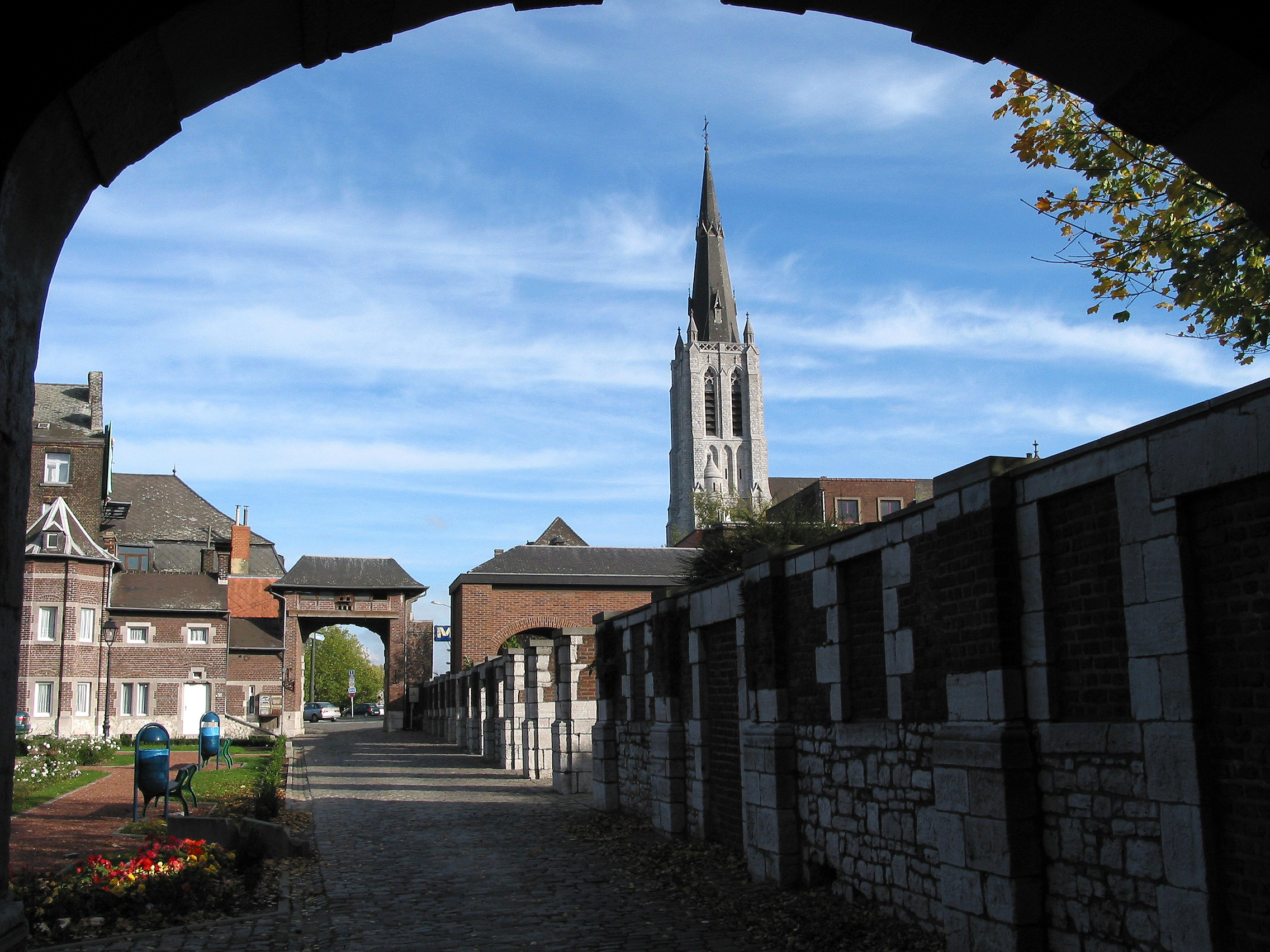
Binnenkoer van het Château de Cartier
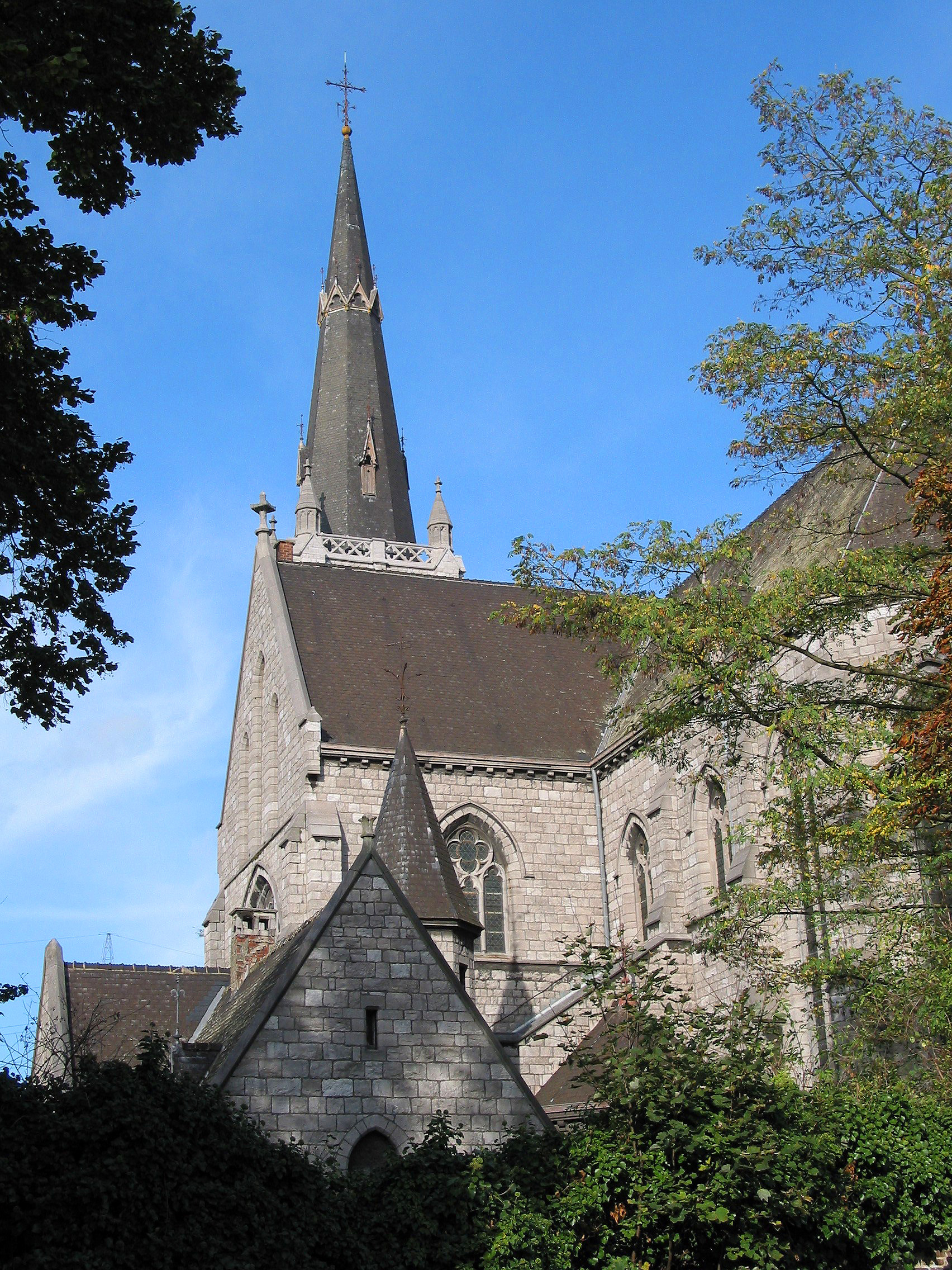
Eglise Sainte-Vierge
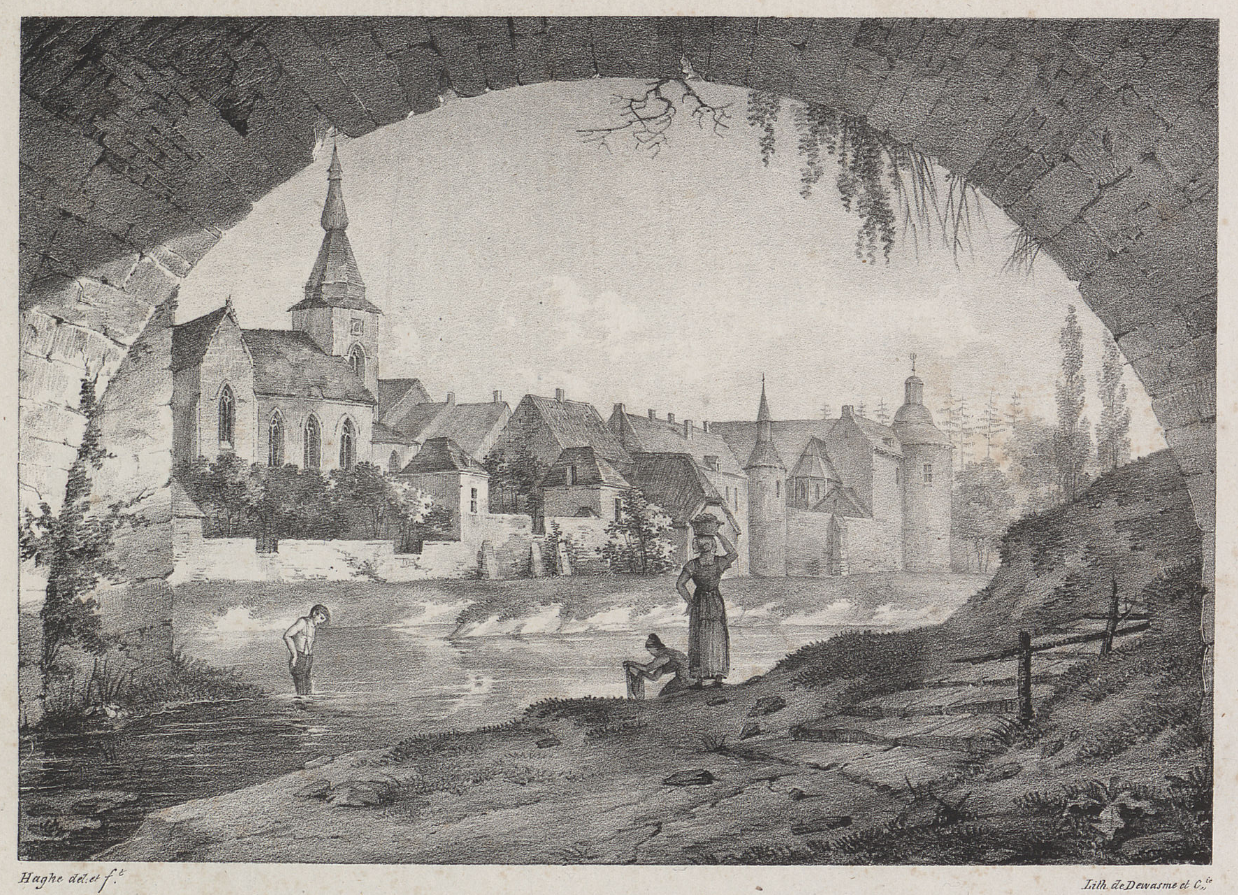
Zicht begin 19e eeuw

## Nabijgelegen kernen
Mont-sur-Marchienne, Dampremy, Monceau-sur-Sambre, Montigny-le-Tilleul

## Bron
- 'De Groote Oorlog voorbij, België 1918-1928'. Uitgeverij Lannoo te Tielt (B), 2018, ISBN 978 94 014 55206. Een verzameling essays over deze periode in België, door vooraanstaande Belgische historici.

Deelgemeenten: Charleroi · Couillet · Dampremy · Gilly · Gosselies · Goutroux · Jumet · Lodelinsart · Marchienne-au-Pont · Marcinelle · Monceau-sur-Sambre · Mont-sur-Marchienne · Montignies-sur-Sambre · Ransart · Roux

Belgische gemeenten · Arrondissement Charleroi · Henegouwen · Wallonië